# Bank of Sierra Leone
Die Bank of Sierra Leone ist die Zentralbank von Sierra Leone mit Hauptsitz in Freetown.

## Geschichte
Zur Unabhängigkeit Sierra Leones 1961 wurde das Währungs- und Finanzsystem vom West Africa Currency Board geleitet. Wie in allen unabhängigen Staaten bestand auch in Sierra Leone die Bestrebung eine eigene Zentralbank und Währung zu implementieren. Folglich wurde am 27. März 1963 die Gründung der Bank of Sierra Leone beschlossen, die dann am 4. August 1964 ihre Arbeit aufnahm.

## Aufgaben
Durch den 2000 verabschiedeten Zentralbankgesetz übernimmt die Bank of Sierra Leone zahlreiche traditionelle Aufgaben einer Zentralbank. Zudem ist sie verantwortlich für Bankangelegenheiten in ländlichen Gebieten und die Ausgabe von Diamantenzertifikaten.

## Zukunft
Zusammen mit Gambia, Ghana, Guinea und Nigeria hat Sierra Leone den „West African Monetary Zone Act“ verabschiedet. Hierunter fiel die Gründung des Westafrikanischen Finanzinstitutes, dem alle Zentralbanken der Mitgliedsländer angehören. Ziel ist es die Westafrikanische Zentralbank (ähnlich dem Vorbild der Europäischen Zentralbank) zu schaffen, mit dem Ziel eine Einheitswährung, den Eco, für Westafrika einzuführen. Seit einigen Jahren gibt es bereits für den elektronischen Bankverkehr sowie bei Reiseschecks den WAUA (West African Units Accounts) als gemeinsame Währung (vgl. ECU).